# Sherbrooke Canadiens
Sherbrooke Canadiens (francouzsky Canadiens de Sherbrooke) byl profesionální kanadský klub ledního hokeje, který sídlil v Sherbrooke v provincii Québec. V letech 1984–1990 působil v profesionální soutěži American Hockey League. Canadiens ve své poslední sezóně v AHL skončily v semifinále play-off. Své domácí zápasy odehrával v hale Palais des Sports Léopold-Drolet s kapacitou 3 646 diváků. Klubové barvy byly červená, bílá a modrá.
Založen byl v roce 1984 po přestěhování Nova Scotia Voyageurs do Sherbrooke. Zanikl v roce 1990 přestěhováním do Frederictonu, kde byl založen tým Fredericton Canadiens. Ve své inaugurační sezóně slavil tým zisk Calderova poháru. Klub byl během své existence farmami celků NHL. Jmenovitě se jedná o Montreal Canadiens a Winnipeg Jets.

## Úspěchy
- Vítěz AHL – 1× (1984/85)
- Vítěz základní části – 3× (1986/87, 1988/89, 1989/90)
- Vítěz divize – 3× (1986/87, 1988/89, 1989/90)

## Umístění v jednotlivých sezonách
Stručný přehled
Zdroj: 
- 1984–1990: American Hockey League (Severní divize)

Jednotlivé ročníky
Zdroj: 
Legenda: Z – zápasy, V – výhry, VP – výhry v prodloužení, R – remízy, P – porážky, PP – porážky v prodloužení, VG – vstřelené góly, OG – obdržené góly, +/- – rozdíl skóre, B – body, fialové podbarvení – reorganizace, změna skupiny či soutěže
| USA / Kanada (1984 – 1990) |                      |        |    |    |    |    |    |    |     |     |     |     |        |             |
| Sezóny                     | Liga                 | Úroveň | Z  | V  | VP | R  | PP | P  | VG  | OG  | +/- | B   | Pozice | Play-off    |
| 1984/85                    | AHL (Severní divize) | 2      | 80 | 37 | –  | 5  | –  | 38 | 323 | 329 | -6  | 79  | 3.     | Vítěz AHL   |
| 1985/86                    | AHL (Severní divize) | 2      | 80 | 33 | –  | 9  | –  | 38 | 340 | 341 | -1  | 75  | 5.     | –           |
| 1986/87                    | AHL (Severní divize) | 2      | 80 | 50 | –  | 2  | –  | 28 | 328 | 257 | +71 | 102 | 1.     | Finále AHL  |
| 1987/88                    | AHL (Severní divize) | 2      | 80 | 42 | –  | 4  | 1  | 33 | 316 | 243 | +73 | 89  | 3.     | Čtvrtfinále |
| 1988/89                    | AHL (Severní divize) | 2      | 80 | 47 | –  | 9  | –  | 24 | 348 | 261 | +87 | 103 | 1.     | Čtvrtfinále |
| 1989/90                    | AHL (Severní divize) | 2      | 80 | 45 | –  | 12 | –  | 23 | 301 | 247 | +54 | 102 | 1.     | Semifinále  |